# エルビン・バカ
エルビン・バカ・モレノ（Ervin Vaca Moreno , 2004年3月18日 - ）は、ボリビア・ラパス県ラパス出身のサッカー選手。ディビシオン・プロフェシオナル・クルブ・ボリバル所属。ポジションはMF。

## 来歴

### クラブ
ボリビア代表を多数輩出したアカデミア・タウイチ・アギレラ出身。2022年にはチリに渡りCSDコロコロと契約し、プロデビューを目指すも、デビューまでには至らず、2023年にクルブ・ボリバルと契約。8月にトップチームに昇格。更に10月にはロンメルSKのユースチームに『短期留学』の形での加入が決定。同年末に帰国し、2024年2月22日のオリエンテ・ペトロレロ戦で、後半24分に起用され、正式にプロデビューした。

### 代表
2023年にコロンビアで開催された2023 南米ユース選手権に、U-20のボリビア代表で出場。2024年9月に2026 FIFAワールドカップ・南米予選に向けてのフル代表に招集。10日のチリ戦に先発で起用され、代表デビュー。前半終了間際にはミゲル・テルセロスの勝ち越しゴールをアシスト。このゴールが決勝点となり、敵地エスタディオ・ナシオナル・フリオ・マルティネス・パラダノスでの2-1の勝利に貢献した。